# اپرنه
شهر اپرنه (به فرانسوی: Épernay) در شهرستان مرن در ناحیه شامپانی آردن با جمعیت ۲۴٬۴۵۶ نفر در کشور فرانسه واقع شده‌است